# Pedro Fernández de Castro
Pedro Fernández de Castro y Andrade, conte di Lemos (Monforte de Lemos, 1560 – Madrid, 19 ottobre 1622), è stato un politico spagnolo.

Stemma Casa di Castro

Ricoprì la carica di viceré di Napoli dal 1610 al 1616.

## Biografia
Nobile galiziano, Fernandez de Castro successe a Juan Alonso Pimentel de Herrera nel 1608 come Viceré di Napoli; egli continuò la politica nazionale del suo predecessore. Ordinò la ricostruzione dell'Università dei Regi Studi finanziando i lavori di ristrutturazione del nuovo edificio e rimodernando il sistema dell'insegnamento e delle cattedre. Fiorì sotto la sua reggenza l'Accademia degli Oziosi, a cui aderirono fra gli altri il Marino e il Della Porta. Costruì il collegio dei Gesuiti, intitolato a san Francesco Saverio, e un complesso di fabbriche presso porta Nolana.
In Terra di Lavoro iniziò le prime opere di bonifica della pianura del Volturno, affidando al Fontana il progetto dei Regi Lagni, l'opera di canalizzazione delle acque del fiume Clanio tra Castel Volturno e Villa Literno, laddove fino ad allora paludi e laghi costieri (Lago Patria) avevano reso il litorale campano un'area malsana e spopolata.
Una targa commemorativa della costruzione dei Regi Lagni e della bonifica della Terra di Lavoro presso Capua (Ponte a Selice) recita:
(Targa commemorativa presso Capua (Ponte a Selice) della costruzione dei Regi Lagni e della bonifica della Terra di Lavoro)

## Cultura
Il settimo conte di Lemos fu protettore di artisti e scrittori. Miguel de Cervantes gli dedicò la seconda parte del Don Chisciotte della Mancia, le Novelle esemplari e il Persiles.